# Rio do Aventureiro
O rio do Aventureiro é um curso de água do estado de Minas Gerais, Brasil. É um afluente da margem esquerda do rio Paraíba do Sul. Apresenta 33 km de extensão e drena uma área de 165 km².
Sua nascente localiza-se no município de Santo Antônio do Aventureiro, a uma altitude de aproximadamente 800 metros. Sua foz no rio Paraíba do Sul ocorre no município de Além Paraíba.